# Задвицький Борис Еммануїлович
Задвицький Борис Еммануїлович (нар. 1 серпня 1924, Миколаїв, Україна — 27 серпня 1980, Миколаїв, Україна) — український художник-графік та живописець.

## Життєпис
Народився 1 серпня 1924 року в Миколаєві.
У 1950 році закінчив Одеське художнє училище імені М. Грекова. Викладачі з фаху: Л. Мучник, М. Тодоров.
З 1956 року учасник міських мистецьких виставок, мав персональні виставки в Миколаєві (1963) і Одесі (1967, 1969). Автор жанрових полотен, пейзажів, натюрмортів, портретів і плакатів.
Мав доньку Юлію, яка після розпаду СРСР емігрувала в Ізраїль, забравши з собою кілька робіт художника.
Жив і працював в Миколаєві. Помер 27 серпня 1980 року.

## Творчий доробок
Вибрані твори:
- «Перший сніг», «Автопортрет» (ліногравюра, обидва — 1956);
- «Знищимо атомну зброю!» (плакат, 1957);
- «На водопої» (1957);
- «Краї рідні» (1958);
- «Осінь» (1958);
- «Людство вимагає роззброєння» (плакат, 1960);
- «Крим», «Роки грозові» (обидва — 1960);
- «В. Ленін» (1961);
- «На крутому підйомі» (1963);
- «Нова околиця» (1965);
- «Сільські красуні (Праворуч рівняйся!)» (1967);
- «Порт» (1968);
- «Дядько Григорій — вантажник» (1969);
- Графічна серія «На морських кордонах» (1972—1973);
- «На навчаннях» (1973).